# Nounat

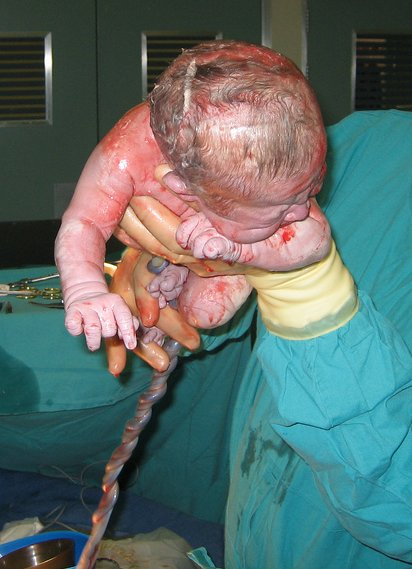
Nounat en el moment de nàixer.

Un nounat és un nadó que té quatre setmanes o menys des del seu naixement, bé siga per part o per cesària. El terme s'ajusta a nascuts preterme, a terme o passats els 9 mesos de l'embaràs. La definició d'aquest període és important perquè representa una etapa molt curta de la vida. En ella succeeixen canvis molt ràpids que poden derivar en conseqüències importants per a la resta de la vida del nounat.
Durant els primers 30 dies de vida, es poden descobrir la majoria dels defectes congènits i genètics. No totes les anomalies genètiques es manifesten per la seva clínica en el moment del naixement, però amb un procediment adequat, es poden descobrir, prevenir i tractar gran part de les malalties del nou ésser humà.
El nounat pot presentar aspectes molt diferents atenent a nombrosos factors naturals de la seva mare o del període gestacional. També existeixen nombrosos fenòmens de transició, derivats de l'adaptació del nounat al nou entorn en el qual es desenvolupa. Aquest fet comporta una sèrie de canvis, la majoria predictibles, que estableixen la norma del desenvolupament i creixement infantil i que tendeixen a assenyalar l'aparició de signes patològics.

## Valoració dels nounats
Després del naixement, es fan una sèrie de proves per tal de determinar l'estat de salut del nounat. Així doncs, es pot diferenciar les variants de normalitat i els fenòmens temporals de signes clínics de malaltia. A més, es realitza un garbellat per detectar, tractar i seguir els nounats de risc.

### En el postpart immediat

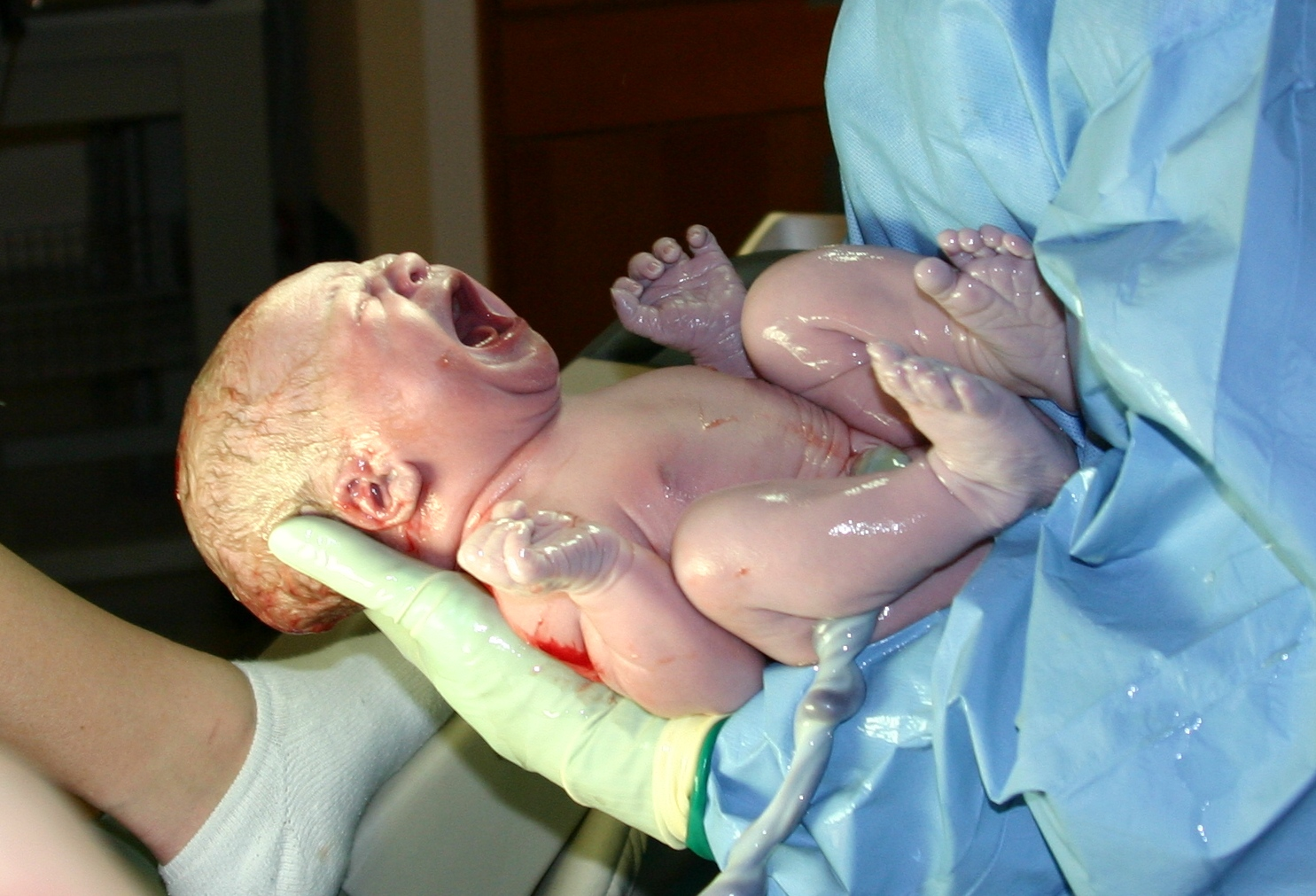
Nounat nascut a terme, noteu la coloració blava de les mans i peus, reduint la seua puntuació d'Apgar per un punt.

Es pretén valorar la correcta adaptació del nounat al seu nou entorn. Per a això, es realitzen les següents accions:
- És el moment adequat per a observar malformacions majors.
- Puntuació d'Apgar:[3] mitjançant paràmetres senzills cardiovasculars i neurològics, puntua de 0 a 10 l'estat del nounat.[4] Es considera un nounat sa si aquest té una puntuació per sobre de 8. Una puntuació de 10 no és gaire freqüent.[5] És habitual realitzar aquesta prova al primer minut de vida i una altra vegada al cap de cinc minuts. Ocasionalment, es repeteix al cap de deu minuts, i així s'especifica el temps a l'informe.
  - La puntuació d'Apgar és aplicable a nounats nascuts per cesària, part vaginal amb anestèsia epidural i sense.[6]
- Valoració de l'edat gestacional: tracta de comprovar si s'ajusta a la proporcionada per l'obstetra basant-se en la data de la darrera regla i les ecografies gestacionals.[7] Per a això es fan servir habitualment dues eines:
  - Test de Usher: és un examen que valora els plecs plantars, el pavelló auricular, el pèl, el nòdul mamari i els genitals.[8]

Mitjançant l'ús de puntuacions, s'estableix tres grups de nounats: els nascuts amb menys de 36 setmanes de gestació; els que neixen entre 36 a 38 setmanes; i, finalment, els nounats nascuts després de 38 setmanes de gestació.
- - New Ballard Score:[9] és un examen complet que avalua nombrosos paràmetres de la maduresa física i neuromuscular. La puntuació augmenta de 5 en 5 desenes des de 10 fins a 50, amb equivalències d'edat gestacional de 20 a 44 setmanes en grups de dos.

### Durant les primeres 24 hores

#### Història neonatal
Una anamnesi exhaustiva ha de tractar d'aconseguir totes les dades possibles de la salut de la mare, i són d'especial importància aquelles que indiquen algun tipus de risc de sèpsia o asfíxia per al nen. Aquests interrogatoris han de començar abans del naixement i l'avaluació del nounat en la mateixa sala de part. Les preguntes s'agrupen de la següent manera:
- Els antecedents familiars: aquelles dades de membres de la família que puguin ser d'interès a l'hora de predir el risc matern. Per exemple, antecedents de malalties hereditàries, consanguinitat, embarassos múltiples, morts fetals, etc. Altres dades d'interès serien l'estat de salut dels germans, o l'ètnia i situació social de la família.[11]
- La història materna: entre les dades d'interès sobre la mare, s'ha de destacar la seva edat i els seus antecedents personals. Per exemple: si anteriorment hi ha hagut altres embarassos, parts, avortaments, parts preterme, etc. També, s'ha d'especificar quin és el seu grup sanguini i la història de problemes de sensibilització immunològica; així com altres dades com són les malalties de transmissió sexual, les afeccions i els problemes socials d'un risc elevat, etc.[12]
  - Es considera un embaràs a terme si el part ocorre entre 38 i 42 d'edat gestacional. Així doncs, abans de les 38 setmanes es considera un part preterme, i després de les 42 setmanes, es considera que és un part post-terme.

- Segons el pes:[12] Baix pes, pes normal, sobrepès, i molt pes. Es considera un pes normal aquell que està entre el percentil 10 i 90 del seu grup d'edat gestacional.[13]
  - Nens: 3,250 - 3,500 kg
  - Nenes: 3,000 - 3,250 kg aprox.

Durant els primers dies de vida és normal que el nounat perdi pes, ja que es va deshidratant en passar d'un medi líquid a un gasós. Aquesta pèrdua de pes és més acusada entre el 2n i 3r dia; però recupera el pes a partir del 10è dia. Normalment, quan els nens fan la seva primera femta (meconi), així com les primeres orines, també perden pes. Les mares diabètiques tenen un major risc de tenir un nounat amb macrosomia.
- L'embaràs actual: sent aquestes dades especialment importants, per la possibilitat que afectin directament a l'estat de salut del nadó.
  - L'Edat gestacional,.[7]
  - Els primers moviments fetals acostumen a percebre's entre les 16 i 18 setmanes de gestació.
  - La Serologia TORCH: resultat d'anticossos enfront del Toxoplasma, la rubèola, el citomegalovirus, la sífilis i l'herpes (encara que s'han afegit recentment altres serologies com a diagnòstic de treponema, coxsackie, listeria, parvovirus, clamídia, hepatitis B, VIH, virus d'Epstein-Barr o virus varicel·la-zóster, entre d'altres).
  - El resultat del test de tolerància oral a la glucosa, que es fa per saber si la mare ha patit diabetes mellitus gestacional.
  - El resultat de les proves de grup sanguini i el test de Coombs indirecte. En el cas que s'hagi fet profilaxi anti-D (anticossos contra el Factor Rh).
  - Altres malalties o infeccions materno-fetals.
  - Consum de substàncies tòxiques.
- Part i peripart:
  - Presentació del fetus: cefàlica (de cap), podàlica (pels peus), transversa o de natges.
  - Inici i durada del part: si aquest ha estat vaginal, instrumental (amb fòrceps o ventosa) o per cesària.
  - Factors que indiquin risc d'infecció com la febre, o bé, la necessitat d'oxigenoteràpia materna; amniorrexi o altres problemes amb el líquid amniòtic. Si s'ha fet antibioteràpia, per evitar el contagi d'estreptococs del grup B durant el part.
  - Necessitat de tractament amb corticoides.
  - Factors que indiquin hipòxia fetal, com anomalies detectades en el monitoratge, alteracions de la freqüència cardíaca fetal o la disminució del pH fetal a valors massa àcids (per sota de 7,25).
  - Resultats de la valoració feta en néixer (Apgar, etc.).
  - Estat de la placenta i el cordó umbilical.

#### Antropometria
Quan el nadó ha acabat de néixer, és moment adequat per pesar-lo i mesurar-lo (inclòs el perímetre cefàlic), i estudiar les dades en percentils i per edat gestacional. La classificació més utilitzada és la internacional adaptada, les anomenades corbes de Lubchenco (o corbes de Battaglia i Lubchenco).

#### Exploració física
Prova de Silverman i Anderson:

En aquesta prova s'avalua de manera ràpida la funció respiratòria del nadó. La puntuació més baixa és la del millor pronòstic:
1. Nounat amb 0 punts, sense asfíxia.
2. Nounat amb 1 a 4 punts, amb asfíxia lleu.
3. Nounat amb 5 a 7 punts, amb asfíxia moderada.
4. Nounat amb 8 a 11 punts, amb asfíxia greu.

### A les 48 hores
Convé revaluar el nounat a les 48 h abans de donar-li l'alta. Totes les anotacions realitzades seran útils per a l'avaluació que realitza el pediatre després de l'alta.

## Cures habituals del nounat

### Mesures generals
- Correcta identificació del nen per evitar confusions.
- Control apropiat del cordó umbilical: després del part el cordó umbilical s'ha de premsar amb un instrument esterilitzat a partir de 10 cm del bebè. Es realitza un tall entre les premses i es lliga. El cordó cau entre els 7 i els 10 dies de vida del nounat. Durant aquest període, s'han de fer cures meticuloses del cordó per tal d'evitar infeccions. No obstant això, és important recordar que l'ús de solucions iodades està contraindicat perquè comporta un risc d'hipotiroïdisme iatrogènic.
- Ambient tèrmic neutre.

### Profilaxi de malalties prevalents
- Oftàlmia neonatal: les infeccions oculars del nounat poden ocórrer a diferents nivells. Les malalties més freqüents són: la conjuntivitis, iritis, iridociclitis, uveïtis, etc. La principal etiologia és el contagi durant el part per gèrmens com Neisseria gonorrhoeae o Chlamydia trachomatis, des de l'aparell reproductor de la mare. El tractament precoç consisteix a administrar l'antibioteràpia a partir de la primera hora del postpart, en concret l'eritromicina al 0,5%. Altres opcions són el nitrat d'argent a l'1% (més eficaç, però amb major risc de produir conjuntivitis química), tetraciclina a l'1% o povidona iodada ocular.
- Malaltia hemorràgica del nounat: pot estar ocasionada per dèficit de factors de coagulació vitamina K dependents. El tractament consisteix en l'administració de vitamina K intramuscular (atès que si es fa per via oral no es pot prevenir la malaltia tardana).
- Piodermitis: la infecció bacteriana generalitzada de la pell es prevé amb clorhexidina tòpica.
- Síndrome de mort sobtada del lactant: atès que encara no es coneix bé la patogènesi de la malaltia, les mesures per evitar-la s'extrauen dels estudis epidemiològics realitzats. El més important és fer que el bebè dorma sempre en decúbit supí (de cap per amunt). Altres factors són evitar el tabaquisme matern, els coixins, la roba de llana i el sobreescalfament del bebè.
- Immunitzacions: un 25% de més de 12 milions de morts infantils ocorren en la primera setmana de vida, la majoria de les malalties causants d'eixes morts són prevenibles amb vacunas, especialment les suggerides pel Programa Ampliat d'Immunitzacions.[18] El bacil de Calmette-Guérin i la vacuna contra l'hepatitis B són dues vacunes disponibles mundialment per a bebès en les primeres 24 del naixement.

### Diagnòstic precoç de malalties

#### Prova del taló
La prova del taló o tamís consisteix a punxar el taló del nounat per a extreure unes gotes de sang. A partir d'aquí, s'obté una anàlisi posterior. Aquesta prova es realitza entre els 5 i 7 dies. Serveix per a la detecció precoç de diverses malalties:
- L'hipotiroidisme (que és detectable a partir de les 48 hores).
- La fenilcetonúria, que es pot detectar entre 3 a 7 dies després de l'inici de l'alimentació.
- La fibrosi quística, mitjançant tripsina immunorreactiva.
- La hiperplàsia adrenal congènita.

#### Otoemissions acústiques
L'estudi de l'audició del nounat permet diagnosticar i tractar sordeses precoces. Es realitza passades 24 o 48 hores després del part, quan s'ha eliminat el líquid del conducte auditiu extern. Convé repetir l'estudi al cap d'un mes.
- hipotiroïdisme a les 24 h de néixer
- fenilcetonúria: del 4 al 6 dia

### Hidratació i nutrició

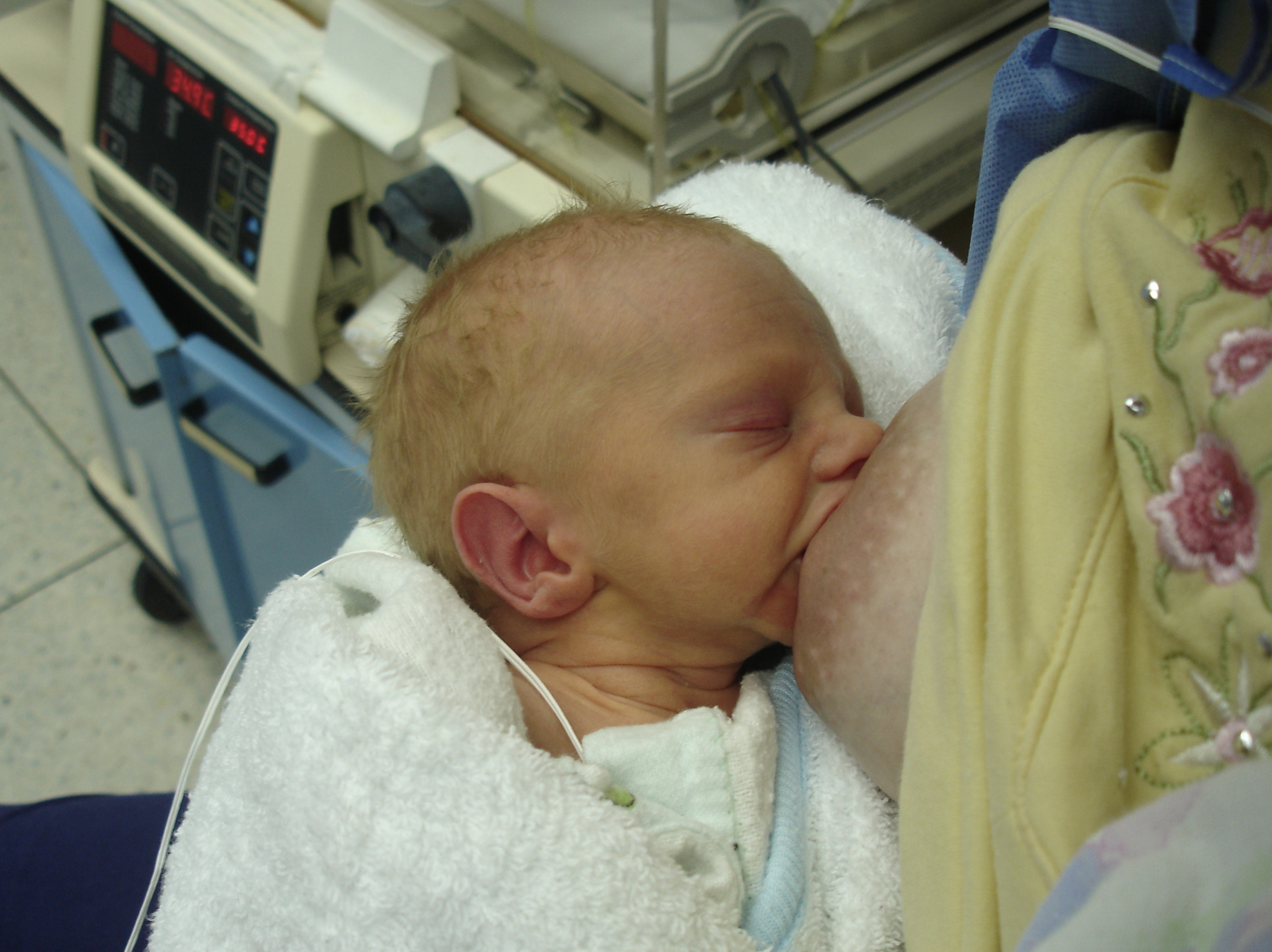
Nounat pre-terme moderat, de 3 dies de nascut, lactant.

Les necessitats energètiques del nounat són d'unes 60 quilocalories per kg i dia que contribueix a mantenir el pes, i de 100 a 200 per a un guany ponderal. L'inici de la lactància materna ha de ser el més precoç possible, preferiblement en les primeres 12 hores de vida. No obstant això, a més de les precaucions establertes, en el cas que existeixin antecedents d'asfíxia, convé esperar un temps sempre que es complisquen els següents criteris:
- Exploració abdominal normal.
- Expulsió del meconi en les primeres 24 hores.
- Estabilitat hemodinàmica.
- Absència de signes de la síndrome del destret respiratori neonatal.
- Absència de catèters umbilicals.

### Manipulació
En el moment del naixement, el nounat ha de posar-se en contacte directe amb la mare (mètode pell a pell) o, si no pogués ser, del pare, per a evitar el comportament de protesta-desesperació dels mamífers en actuar d'altra manera. Està demostrat que el contacte directe amb la pell de la mare l'escalfa millor que cap altra manta o incubadora. A més, s'adapta millor a la cavitat del ventre de la mare per a la lactància, i el seu olfacte li ensenya a buscar els mugrons per a trobar l'aliment. El nadó s'estressa menys, plora menys i té menys problemes cardíacs i respiratoris.
El nounat és un individu extremadament dependent, que ha de ser manipulat amb atenció i cura. Els professionals de salut qualificats, com els especialistes d'infermeria, poden ajudar a instruir amb detall als pares i familiars, especialment aquells que són pares adoptius, primers pares, etc.
El nounat no ha de ser sacsejat, ni de manera afectuosa ni amb violència. El bebè ha de ser carregat mitjançant les dues mans per tal d'assegurar que el seu cap i el seu coll estiguen subjectes.

## Desenvolupament normal del nounat

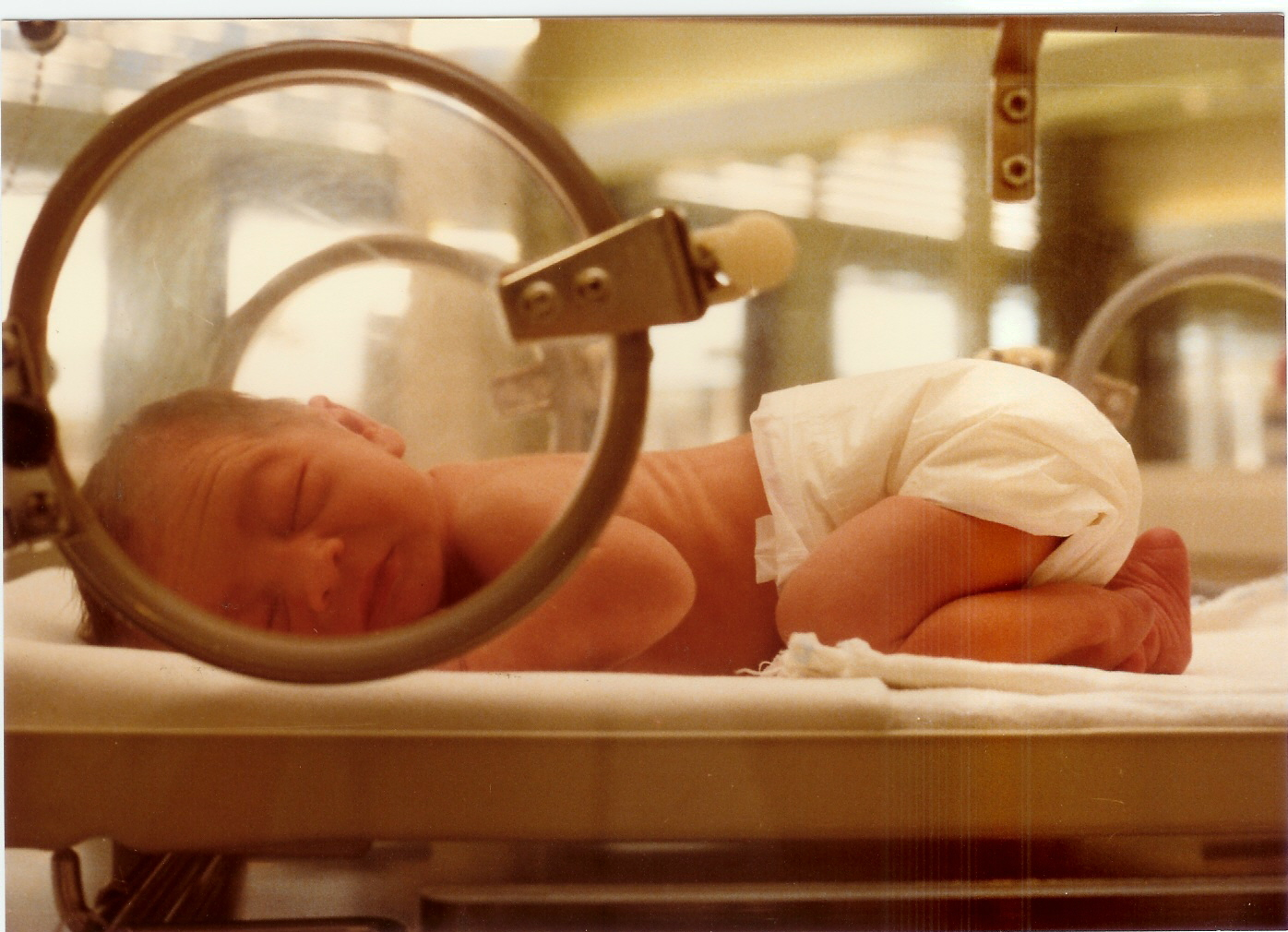
Nounat

### Paràmetres físics d'un nounat al naixement
En la longitud influeixen factors genètics i les condicions de gestació. A diferència del pes, no sol haver-hi una pèrdua fisiològica de talla. El perímetre cefàlic o cranial mostra indirectament en quines condicions està el cervell (macro o microcefàlia). En general, el tòrax té 1 cm menys que el perímetre cranial.
- El terme mitjà comú del pes per a barons està entre 2,6 i 4,15 kg

- La talla està a cavall de 47 i 55 cm

- El perímetre cranial està entre 32,6 i 37,2 cm

- Per a les nenes, el terme mitjà del pes està entre 2,3 i 3,8 kg

- La talla se situa entre 45 i 55 cm

- El perímetre cranial està entre 32,1 i 35,9 cm

- El perímetre toràcic oscil·la entre 31 i 35 cm

### Pèrdua fisiològica de pes
Tots els bebès perden pes després del naixement en els primers dies, açò és normal i es deu a factors fisiològics com són l'expulsió del meconi (fins a 90 g), la caiguda del cordó umbilical i l'eliminació de l'untet sebaci. La pèrdua pot arribar fins a un 10% del pes del nounat.

### Comunicació
La forma primordial de comunicació que posseeix un bebè és el plor. Els motius del plor es donen segons el seu grau de freqüència. Així doncs, mitjançant el plor, el bebè expressa el seu desig d'alimentar-se, també indica que no vol estar sol, és també un indici d'una d'incomoditat tèrmica (fred o calor) o bé, d'una incomoditat causada per l'orina o la femta. A més, és probable que el nen tingui malestar ocasionat per alguna malaltia.

### Desenvolupament motor i reflexos
Les extremitats d'un nounat estan descoordinades, el seu moviment és maldestre i mou totes les articulacions del cos alhora. Els moviments són toscs, espontanis, reflexos (ex. reflex de Moro, de Babinski, etc.), el nounat respon a estímuls externs mitjançant tremolors i contraccions musculars a més de moviments involuntaris. Les seves extremitats es troben flexionades cap amunt, els punys estan tancats a l'altura del cap. Normalment, el polze roman doblegat sota els altres dits. Si se li toca un palmell d'una mà, tanca ambdues mans: un reflex bàsic per mesurar el desenvolupament psicomotriu del bebè.
També és útil saber que el bebè ha de manifestar els següents reflexos:
Orientació o recerca, Succió, Tònic cervical o del coll, Pressió, Babinski i de caminar.

#### Reflexos del nounat
- Reflex perioral o de recerca: es manifesta quan acostem la mà o un objecte a la galta del bebè. El reflex del bebè consisteix a cercar amb la mirada els costats de l'element en qüestió.

- Reflex de Moro o de sobresalt: s'activa amb un so fort. Quan el bebè l'escolta, obre els braços, estira les mans i tiba el cos. Després, s'encongeix de nou.

- Reflex de succió: si es col·loca un dit a la boca del nen, el reflex immediat és succionar-lo com si fos un mugró.

- Reflex de pressió o d'agafament: quan li toquem un dit amb el palmell de la mà, el bebè l'agafa tan fort que la força que hi exerceix podria equivaler al seu propi pes.

- Reflex de la marxa: si sostenim els peus del bebè sobre una superfície plana, el nounat els mou i intenta fer passos cap endavant, de manera que fa la sensació que està caminant.

- Reflectisc plantar o de Babinski: quan li toquem la vora externa de la planta del peu, el bebè no encongeix els dits, sinó que els estira en forma de ventall.

### La pell i annexos del nounat
La pell del nounat és un factor comú de predicció de l'edat gestacional aproximada del nen. i es caracteritza per:
- Vernix caseosa o untet sebaci: és el greix que recobrix la pell del nounat, té una funció protectora i és signe de maduresa.

- Lanugen: és el borrissol que hi ha al cos del nounat. És més freqüent en bebès pretermes. El pèl, per contra, és fort i fosc.

- Tenen una pell molt enrogida, rosada, perquè en els últims mesos de gestació la placenta envelleix i l'oxigen es transporta pitjor, pel que augmenta el nombre d'hematies i hi ha una gran quantitat d'hemoglobina fetal. La causa de la icterícia fisiològica és que moltes hematies es destrueixen.

- Eritema tòxic: és un color acolorit de rosa més fort en algunes zones.[13] No té significació patològica (no és tòxic ni infecciós).

- Cutis marmorata: color marbre rosa. Sense importància.

- Acrocianosis: tampoc és un trastorn, és una causa fisiològica. Es dona en la part distal dels dits i les ungles, perquè el nounat ha deixat d'estar en una temperatura mitjana de 37 °C i ara ha d'adaptar-se.

- Taca mongòlica: els nens de races asiàtiques o brunes sovint tenen una taca de color blau pissarra a les natges i a l'esquena que no fa relleu. Aquesta taca desapareix en el curs dels mesos.

- Bola de Bichat: és l'acumulació de greix en les galtes, un signe que està bé nodrit. La seua funció impedeix que els nounats es fiquin les galtes a la boca quan mamen.

- Coixinets de succió: relleus de llavi per fer el buit al voltant de l'arèola.

- Antull o taca maduixa: és un hemangioma capil·lar. El nounat no naix amb ell, sinó que apareix en la 1a setmana de vida i va desapareixent amb el temps. Aquesta taca és un poc elevada (pàpula).

- Descamació fisiològica: la pell es va assecant en els dies següents del naixement per la femta i l'orina (malgrat l'untament).

- Millium o milícia: són grans menuts formats per les glàndules sebàcics. Aquestes glàndules sudorípares estan poc desenvolupades (sua poc).

- Llet de bruixota. Aquesta llet de bruixota porta la resta d'hormones de la mare a la seua sang. Aquestes hormones poden activar les glàndules mamàries del nounat.

### El crani
- El caput succedaneum és un "bony" que sobresurt per la part posterior del cap. És una part edematosa del teixit cel·lular subcutani per a l'extravasació de líquids. Es produeix al cap sense respectar la vora dels ossos. Es forma a causa de fenòmens de pressió i retenció de líquids. Desapareix en les primeres setmanes de vida.

- Fontanel·les: són zones del crani que no estan tancades. N'hi ha dues: la fontanel·la menor o lamboidea (oberta fins als 3 mesos), i la major o bregmàtica (oberta fins als 18 mesos). Per això, la forma del cap pot ser afilada després del part. Torna a la normalitat passades dues setmanes.

### Ulls
- Tenen un edema fisiològic en les parpelles en nàixer.
- Els nounats veuen (fins als 20-25 cm de distància), però no poden fixar la mirada fins al 1r mes.
- El globus ocular és més curt: són hipermètrops fins als 8 anys.

### Boca
- La seua llengua és més gran perquè l'ajuda a mamar: ocupa tota la boca. Els nadons poden mamar i respirar alhora per la posició de la llengua i pel paladar pla, ja que l'aire entra pel nas i passa directament a la laringe. Només respiren pel nas.

- El paladar dur té uns plecs transversals que contribueixen a subjectar el mugró.

### Oïda
No hi senten bé perquè tenen un gel que ho impedeix, però l'audició va en augment, sobretot pels sons bruscs i aguts.

### Tòrax
- La seua respiració és d'una major freqüència (40 inspiracions per minut. La inspiració i expiració tenen igual durada). El primer plor després de nàixer permet desenganxar una gran quantitat d'alvèols que romanen junts els uns als altres i estan revestits per un surfactant que permet que es desenganxen.
- Els nounats tenen una ginecomàstia fisiològica perquè han passat hormones (estrògens i prolactina) de la mare per la placenta.
- Les xiquetes poden tenir una menuda menstruació en nàixer perquè es produeix una caiguda de l'endometri en haver-hi una privació d'estrògens.
- Després de néixer, la circulació del nadó va canviant, ja que la sang ha deixat d'arribar per la placenta.

### Abdomen
- Les hèrnies umbilicals són freqüents en els nounats.
- El nounat dins de l'úter no fa deposicions, i si les fa, es produeix a causa d'un sofriment fetal, ja que engoleix un líquid amniòtic.

### Genitals
- Nenes: pot haver-hi secreció mucosa vaginal i una lleu menstruació.[13]
  - A terme: els llavis majors cobreixen els menors i el clítoris és de grandària normal.
  - Preterme: els llavis majors no cobreixen els menors. El clítoris és més gran.
- Barons: generalment tenen una fimosi fisiològica, que se soluciona durant els primers anys.